# عزيز الدولة
عزيز الدولة أبو شجاع فاتك الوحيدي بن عبد الله الرومي (تُوفي. 1022) كان أول حاكم فاطمي لحلب، وتولى منصبه من ق. 1016 حتى وفاته. بدأ عزيز الدولة، وهو من أصل أرمني، حياته السياسية كجندي غلام موثوق به لمانجوتاكين، الحاكم الفاطمي لدمشق في عهد الخليفة الحاكم (حكم. 996–1021 م). وقد عين الأخير عزيز الدولة حاكمًا على حلب، التي ازدهرت في عهده.
بحلول عام 1020، كان عزيز الدولة يتصرف بشكل مستقل عن الحاكم، مؤكدًا سيادته من خلال إصدار عملاته الخاصة ونطق اسمه في خطبة الجمعة. وعندما أرسل الحاكم جيشًا لقمع عزيز الدولة، طلب الأخير الدعم البيزنطي، لكنه ألغى طلبه عندما اختفى الحاكم بشكل غامض في أوائل عام 1021. وبعد ذلك، حاولت المحكمة الفاطمية المصالحة مع عزيز الدولة، الذي تحرك رغم ذلك لتأمين حكمه من خلال بناء قصر محصن جيدًا عند سفح قلعة حلب. في تموز 1022، قُتل عزيز الدولة أثناء نومه على يد أحد غلمانه الموثوق بهم في مؤامرة دبرها غلامه أبو النجم بدر، بدعم محتمل من ست الملك. وخلف بدر عزيز الدولة في منصب الوالي، لكن اُعتُقل بعد ثلاثة أشهر.

## الحياة المهنية المُبكرة
عزيز الدولة كان من أصل غلامًا أرمنيًّا لمنجوتكين، والي دمشق الفاطمية، في عهد الخليفة الحاكم (حكم. 996–1021 م). كتب المؤرخ ابن العديم في القرن الثاني عشر أن مانجوتكين كان يفضل عزيز الدولة بشدة ووصفه بأنه حكيم وشجاع وكريم. كان عزيز الدولة مسلمًا، ووصفه المؤرخ المقريزي في القرن الخامس عشر بأنه "ذكي وتقي".

## حُكم حلب

### تعيين الحاكم له
في عام 1016، فر حاكم حلب، منصور بن لؤلؤ، من المدينة وسط ثورة قادها قائد القلعة، فتح القلعي، بدعم من بني كلاب المحليين بقيادة صالح بن مرداس. وكان الأخير يطمح إلى السيطرة على حلب، في حين رأى الفاطميون، الذين سيطروا على الأجزاء الوسطى والجنوبية من الشام، فرصة لتوسيع حكمهم إلى المدينة وفي الجزيرة الفراتية. دُعيَت القوات الفاطمية من أفامية بقيادة علي بن الضيف لمساعدة فتح في الحفاظ على السيطرة على المدينة، ولكن مع استمرار الاضطرابات، طلب الضيف تعزيزات. وبعد ذلك أرسل الحاكم قوات من صيدا وطرابلس وأجبر فتح على مغادرة حلب وتولي ولاية صور؛ وكان فتح يفضل الحكم المشترك مع صالح، ولكن أهل حلب رفضوا الحكم البدوي وفضلوا الإدارة الفاطمية.
في تشرين الأول 1016، عيّن الحاكم عزيز الدولة ليحل محل فتح، مما جعل عزيز الدولة أول حاكم يعينه الفاطميون على حلب وجند قنسرين (منطقة في شمال الشام). وأعطاه الحاكم في الوقت نفسه رداء الشرف (خلعة) وسيفًا وسرجًا مُذهبًا. دخل عزيز الدولة حلب في 3 شباط 1017. في وقت مبكر من حكمه، في عام 1018، أقنع عزيز الدولة صالح بإقامة والدته، رباب، في حلب. وكان الهدف من هذه الخطوة تعزيز صداقته مع صالح وبني كلاب، وإظهار لسكان حلب، الذين كانوا يعيشون باستمرار تحت تهديد الغزو البيزنطي، أنه كان يقيم تحالفًا عسكريًا مع قبيلة البدو القوية ضد البيزنطيين. لا يُعرف أي شيء آخر عن التفاعلات بين عزيز الدولة وصالح، لكن المؤرخ سهيل زكار يفترض أن صالح كان راضيًا عن حكم عزيز الدولة.

### التحرك نحو الاستقلال
كان عزيز الدولة حاكمًا طموحًا وأسس حلب ككيان مستقل بين متنافسين إقليميين، الخلافة الفاطمية والإمبراطورية البيزنطية. وبعد توليه منصب الحاكم، أقنع عزيز الدولة القوات الفاطمية في المدينة بأنه بعد الانتهاء من مهمتهم، يتعين عليهم الانسحاب إلى حامياتهم في صيدا وطرابلس وأفامية. قام في وقت لاحق بطرد المسؤولين الفاطميين من مناصبهم في المدينة والإقليم. ولإظهار سيادته علنًا، أصدر عملات معدنية خاصة به حذف منها اسم الحاكم، وكان يُقرأ اسمه في مساجد المدينة أثناء الخطبة (راجع خطبة وسكة). علاوة على ذلك، نُقش اسمه الفخري، (السيد أمير الأمراء عزيز الدولة) على بوابة أنطاكية في المدينة وفي الثريات الفضية في الجامع الكبير بحلب.
لم يُسجل تاريخ الأفعال الرسمية السيادية التي قام بها عزيز الدولة في المصادر المعاصرة، لكن زكار يفترض أنها حدثت على الأرجح في عام 1020. وفي ذلك العام، أطلق الحاكم حملة لإعادة تأكيد الحكم الفاطمي المباشر على حلب، مما دفع عزيز الدولة إلى طلب المساعدة العسكرية من الإمبراطور البيزنطي باسيل الثاني (حكم. 976–1025 م). اختفى الحاكم في ظروف غامضة في شباط 1021، وعندما وصل الخبر إلى عزيز الدولة، ألغى اتفاقيته مع باسل الثاني، الذي وصل جيشه إلى جوار عين تبة (تُسمى عنتاب اليوم)، وحصل على دعم بني كلاب لمواجهة البيزنطيين. وبناءً على ذلك انسحب باسيليوس الثاني.
وقد أدى تولي ابن الحاكم الصغير الظاهر منصب الخليفة إلى تعزيز ثقة عزيز الدولة، وأرسل له البلاط الفاطمية، الذي كان خاضعًا فعليًا لسيطرة شقيقة الحاكم، ست الملك، العديد من الهدايا وأردية الشرف (الخلعات) للتصالح معه. ومع ذلك، سعى عزيز الدولة إلى تأمين استقلاله الافتراضي، فبنى قصرًا محصنًا جيدًا وحمامًا عند سفح قلعة حلب. علاوة على ذلك، قام بتجنيد العديد من الغلمان في خدمته وحراسته الشخصية. وكان الغلمان يقيمون في القلعة وكان قائدهم أبو النجم بدر، وهو تركي كان يشغل أيضًا منصب حاكم القلعة.

### الاغتيال
خطط بدر، بتشجيع سري من ست الملك، لاغتيال عزيز الدولة. وبحسب مؤرخي العصور الوسطى المسلمين، فإن هذه المؤامرة بدأت على يد ست الملك والبلاط الفاطمي. ويرى زكار أن ست الملك عندما أرسلت رُسلًا يحملون الهدايا إلى عزيز الدولة، أرسلتهم أيضًا برسائل إلى بدر تعده بمنصب عزيز الدولة إذا خان سيده. تلاعب بدر بغلام آخر من غلمان عزيز الدولة، وهو توزون، الذي كان من أصل هندي، لارتكاب جريمة القتل من خلال تحذيره من أن عزيز الدولة حاول قتل توزون في عدة مناسبات، ولكن مُنع في كل هذه المحاولات بتدخل بدر؛ أقنع بدر توزون، الذي كان عزيز الدولة يكن له مودة كبيرة، بأنه يجب عليه قتل عزيز الدولة لإنقاذ حياته.
في 6 تموز 1022، ذهب عزيز الدولة للصيد بينما كان بدر وتوزون يتآمران لقتله. وعند عودته إلى القصر اغتسل عزيز الدولة، وأكل، وسكر، ثم ذهب إلى الفراش. وبينما كان عزيز الدولة نائمًا، قطع توزون رأسه بسيفه. وشهد بدر عملية القتل ثم توجه على الفور إلى توزون ونبه الغلمان الآخرين، الذين ردوا بقتل توزون. يوضح زكار أن القصة المذكورة هي الرواية الوحيدة التي تصف مقتل عزيز الدولة و"من الصعب قبولها على ظاهرها". ويرى أيضًا أن مشاركة ست الملك المزعومة في المؤامرة "مشكوك فيها".
على أية حال، أبلغ بدر البلاط الفاطمي بمقتل عزيز الدولة، الذي حُزن عليه علنًا، لكنها ربما رضيت ست الملك سرًّا بوفاته. عُين بدر خلفًا لعزيز الدولة، لكنه حكمه كان لمدة تزيد قليلًا عن ثلاثة أشهر قبل أن يُرسل علي الضيف لاعتقاله. اُستُبدل بعد ذلك بحكام منفصلين لمدينة وقلعة حلب. بحلول عام 1025، تمكن صالح وبنو كلاب من طرد الحكام الفاطميين وتأسيس الحكم المرداسي على المدينة.

## الثقافة
كان عزيز الدولة حاكمًا مثقفًا يتمتع بحب خاص للشعر والأدب والفلسفة. وقد كتب الشعر بنفسه. كان للشاعر المحلي البارز المعري علاقات ودية مع عزيز الدولة وأهدى إليه اثنين من أعماله: رسالة الصاهل والشاجج وكتاب القاف (Kitab al-Qa'if).

## فهرس
- Dadoyan، Seta B. (1997). The Fatimid Armenians: Cultural and Political Interaction in the Near East. E.J. Brill. ISBN:90-04-10816-5. مؤرشف من الأصل في 2024-01-05.
- Dadoyan، Seta B. (2013). The Armenians in the Medieval Islamic World: Armenian Realpolitik in the Islamic World and Diverging Paradigms: Case of Cilicia Eleventh to Fourteenth Centuries. ناشرو ترانسكشن. ISBN:978-1-4128-4577-9. مؤرشف من الأصل في 2023-11-12.
- Zakkar، Suhayl (1971). The Emirate of Aleppo: 1004–1094. Aleppo: Dar al-Amanah. مؤرشف من الأصل في 2024-12-26.

| سبقه فتح القلعي | أمير حلب تشرين الأول 1016–كانون الثاني 1022 | تبعه أبو النجم بدر |